# Edmond Borocco
Joseph Nicolas Edmond Borocco est un homme politique français, né à Colmar (Haut-Rhin) le 3 août 1911 et mort dans la même ville le 13 juillet 1990. 
Toujours dans cette même ville, il épouse le 11 juillet 1941 Andrée Alice Jess (résistante).  Ils sont domiciliés 29 rue de Rouffach à l'imprimerie familiale dont il est le directeur.
Il est résistant pendant la Seconde Guerre mondiale. Il dirige avec Joseph Rey des réseaux de résistants colmariens. Il est en liaison étroite avec les organisations similaires, dirigées à Mulhouse par Maître Lucien Braun, Achille Bey, Auguste Riegel et celle de Louis Bellini à Bollwiller.
Étant très généreux, on disait de lui que c'était le seul homme qui prêtait de l'argent alors qu'il n'en avait pas.
Il est le frère de Robert Borocco lui-même résistant.

## Seconde Guerre Mondiale

### 1939
Il rejoint le corps expéditionnaire des chasseurs alpins en Norvège et participera à la bataille de Narvik,. 

### Résistance

#### Réseau d'évasion
Démobilisé, il reprend son poste de directeur de l'imprimerie Jess à Colmar. Avec l'aide de sa femme, il fabrique des faux papiers pour les prisonniers évadés et les Alsaciens réfractaires. Son équipe loge les fugitifs entre autres à Zimmerbach (Haut-Rhin) où officie l'abbé Paul Vuillemin. C'est Léon Acker, marchand de bières, qui profite de ses déplacements pour les convoyer vers les Trois-Épis, Labaroche ou les Basse-Huttes (Orbey/Haut-Rhin). Ils y sont pris en charge par les passeurs Marcel Maire, Paul Batôt et Paul Deparis qui les exfiltrent de l'autre coté de la frontière.

#### Réseau d'espionnage
Il abandonne son action en faveur des évasions. Il s'engage dans le réseau de renseignements Uranus-Kléber des Forces Françaises Combattantes (FFC) sous la responsabilité de son frère Robert Borocco qui dirige le secteur de Colmar (Bas-Rhin). Son poste d'industriel lui permet de glaner de précieux renseignements sur l'économie et l'administration nazie en Alsace.

#### Détention
Dans le cadre du démantèlement du réseau Uranus-Kléber, il est arrêté le 29 décembre 1942 à Colmar. Il est détenu à la prison du tribunal d'Offenburg (Allemagne). Il est jugé par le Volksgerichtshof (le tribunal du peuple) le 3 novembre 1943 à Strasbourg après que le tribunal militaire ait refusé le dossier le 5 avril 1943. Il est condamné par le juge Freisler à neuf mois de prison pour atteinte à la sureté de l’État. Il fait sa peine à Offenburg.
Pour atténuer les peines, Joseph Rossé (autonomiste) serait intervenu en faveur d'Edmond et Robert Borocco (inculpé en même temps que son frère) auprès des autorités allemandes et vichystes comme le laisse supposer la lettre de remerciement d'Antoine Borocco du 29 décembre 1943.

#### Évasion
Prévenu d'une nouvelle arrestation, Edmond Borocco se cache à Wittenheim (Haut-Rhin) grâce à Betty Acker. Avec l'aide de Jeanne Jenny, de Paul Winter, d'Auguste Riegel et par l'intermédiaire de la filière de Hagenthal (Haut-Rhin) il s'évade en Suisse en se cachant sous un train de charbon.

### La libération
Il s'engage dans le Groupe mobile d'Alsace (GMA) Suisse. Il a le grade d'Aspirant. Il est intégré à la 1re compagnie du 1er B.C.P. commandée par le Lieutenant Seither. Le 1er B.C.P. est engagé en soutien du 152e R.I. du côté de la centrale électrique de Seppois-le-Bas.
L'aspirant Edmond Borocco s'illustre lors des combats du 26 au 27 novembre 1944. De sa propre initiative, il prend la tête d'une patrouille de chasseurs pour récupérer les blessés du 152e Régiment d'Infanterie (152 RI) dans une zone stratégique située à proximité du transformateur électrique près de la route nationale Seppois - Courtelevant (Haut-Rhin). Il ramènera plusieurs blessés. À ce titre, il sera décoré, ainsi que 11 de ses compagnons, de la croix de guerre.

### Citations
Pour son action du 27 novembre, Edmond Borocco et 11 de ses compagnons reçoivent la citation suivante :
« Dans l’après-midi du 27 novembre 1944 ont organisé volontairement une patrouille pour chercher des blessés d’un bataillon voisin qui avaient dû être abandonnés dans la zone occupée par l’ennemi (secteur transformateur électrique, route N463 de Seppois à Courtlevant). Alors qu’une patrouille envoyée dans le même but par une unité voisine avait dû se replier sous le feu de l’ennemi et subissant des pertes sans avoir pu accomplir sa mission, l’Aspirant Borocco et ses chasseurs n’hésitèrent pas à pénétrer profondément dans la zone dangereuse et réussirent à remplir la mission qu’ils s’étaient eux-mêmes donnée. Ont aussi fait preuve d’initiative et de courage et d’un esprit de camaraderie exemplaire. » 

Capitaine Baumeister, Chef de bataillon

Il est cité à l'ordre de la division le 1er octobre 1949 : 
« Ancien chasseur alpin, plein de dynamisme et de bravoure, ne connaissant que son devoir de patriote français, a réalisé dès 1940 une filière de passage pour prisonniers de guerre français évadés des camps d'Allemagne. Membre du réseau Kléber comme chargé de mission de 3e classe, a fait personnellement de nombreux passages de prisonniers français ou de réfractaires alsaciens. Après une détention de onze mois dans les geôles nazies, s'est évadé par la Suisse d'où il a rejoint les Forces Françaises de la 1re Armée avec laquelle il a pris part aux combats de la libération du territoire. A toujours fait preuve d'une aptitude exceptionnelle au commandement, d'un enthousiasme et d'un dévouement sans limites. »
Cette citation comporte l'attribution de la croix de guerre 1939-1945 avec étoile d'argent.

### Distinctions
Il est reconnu « Déporté résistant »,.
- Commandeur de la Légion d'honneur par décret du 1er décembre 1987.
- Croix de guerre 1939–1945 avec étoile d'argent par décret du 9 décembre 1957.
- Médaille de la Résistance française (décret du 15 juin 1946)[9].
- Médaille des évadés.
- Médaille de la déportation pour faits de Résistance de par son statut de « déporté résistant »[8].
- Médaille de Norvège[10].

## Vie politique

### En résumé
Edmond Borocco fut député gaulliste de la Première circonscription du Haut-Rhin sous  la Ve République, de 1958 à 1973. En 1972, il fit passer un projet de loi imposant la mise en bouteille obligatoire dans la région. Cette loi contribua beaucoup à faire du vin alsacien, un vin de renom.
En 1973, Edmond Borocco subit de plein fouet le reflux gaulliste et la montée démocrate-chrétienne, étant battu par le candidat Réformateur - Centre Démocrate Justin Hausherr, proche de J.Rey. Il ne l'emportait alors qu'à Lapoutroie et Ste-Marie-aux-Mines.

### Mandat municipal
Entré au conseil municipal de Colmar en septembre 1945 (R.P.F.), il fut réélu en 1947 et devint 1er adjoint au maire jusqu’en 1953. Conseiller (U.N.R.) de 1953 à 1965, fut ensuite 5e adjoint de 1965 à 1971. À nouveau membre (R.P.R.) du conseil municipal en 1977.

### Mandats à l'assemblée nationale
- Mandat : Du 30 novembre 1958 au 9 octobre 1962 Département : Haut-Rhin Groupe : Union pour la nouvelle République
- Mandat : Du 18 novembre 1962 au 2 avril 1967 Département : Haut-Rhin Groupe : Union pour la nouvelle République-UDT
- Mandat : Du 5 mars 1967 au 30 mai 1968 Département : Haut-Rhin Groupe : Union démocratique pour la V° République
- Mandat : Du 23 juin 1968 au  1er avril 1973 Département : Haut-Rhin Groupe : Union des démocrates pour la République[11]

### Député au Parlement européen
Il obtint en 1966 un mandat de député au Parlement européen, où il fut vice-président de la commission des Finances puis de la commission agricole.